# Onix galegiformis
Onix galegiformis là một loài thực vật có hoa trong họ Đậu. Loài này được (L.) Medik. mô tả khoa học đầu tiên năm 1787.